# せきぐちゆき
せきぐちゆき（1981年11月30日 - ）は、日本の女性歌手である。本名及び旧芸名は関口 由紀（せきぐち ゆき）。

## 人物
栃木県宇都宮市出身。血液型はAB型。テイチクレコード所属。バンタン芸術学院（現・ワタナベエンターテイメントカレッジ）卒。

## 経歴
幼少期から音楽をはじめ、18歳からボイストレーニングを習う。
- 2004年1月　シングル『ドライブ』でインディーズデビュー。同楽曲がFM NACK5（FM埼玉）『ミュージックチャレンジャー』2003年下半期スーパーグランプリを獲得、注目を集める。
- 2005年2月 「桜通り十文字」でテイチクよりメジャーデビュー。
- 2005年10月　RADIO BERRY（FM栃木）で番組「せきぐちゆきの苺通り十文字」を担当。
- 2007年９月「水鏡」が映画『小津の秋』の主題歌となる。
- 2009年３月　シングル『風と共に』が石原裕次郎23回忌の「I LOVE YUJIRO CAMPAIGN」イメージソングに抜擢。またほぼ同時期に、芸名を平仮名で「せきぐちゆき」に改名。
- 2009年7月　『石原裕次郎二十三回忌祭典』（国立競技場）でコーラス隊による『風と共に』が披露された。
- 2011年4月　宇都宮愉快市民 PR大使 就任。
- 2011年11月　第53回 「輝く！日本レコード大賞【優秀アルバム賞】」受賞 （受賞作品：『素顔 ～愛すべき女たち～』）
- 2012年12月　日本三大美肌の湯 喜連川温泉PR大使 就任。
- 2014年5月　宇都宮くちコミ特派員 就任。
- 2016年5月　日光観光大使 就任。

## 音楽的特徴
キャッチフレーズは、"DNAが歌わせる"。彼女の歌は現在の日本音楽界の中心的なスタイルであるJ-POPとも、演歌とも一線を画す。

## 作品

### インディーズ
（シングル）
1. 1st 「ドライブ」 2004年1月15日
2. 2nd 「わからずや」 2004年8月4日

（アルバム）
1. 1st Album 「純」 2004年9月22日
2. Re-package Album 「純 Re-package ALBUM+DVD」 2005年1月26日

### メジャー
（シングル）
1. 1st Maxi Single 「桜通り十文字」 2005年2月23日
2. 2nd Maxi Single 「隠れ家」 2005年8月24日
3. 3rd Maxi Single 「月に叢雲（むらぐも）花に風」 2006年3月22日
4. 4th Maxi Single 「月下美人」 2007年6月27日
5. 5th Maxi Single 「夕焼けを聞かせて」 2007年11月21日
6. 6th Maxi Single 「風と共に」 2009年3月28日
7. 7th Maxi Single 「道」 2010年4月21日
8. 配信限定 Single 「地獄花」 2010年10月13日
9. 8th Maxi Single 「歩み/僕ならできる」 2011年11月2日
10. 9th Maxi Single 「あなたが教えてくれたこと/渡良瀬の夢」 2013年6月5日
11. 10th Maxi single 「遊らり羽らり」2014年6月4日
12. 11th Maxi single 「もう一度私と恋をして」2015年6月3日
13. 12th Maxi single 「LADY SNOW」2016年1月13日

（アルバム）
1. 1st Album 「真実」 2005年9月21日
2. 2nd Album 「孤独と愛」 2006年10月25日
3. Mini Album 「うたうたの唄」 2007年10月3日
4. Mini Album 「うたうたの唄 2」 2011年4月13日
5. 3rd Album 「素顔〜愛すべき女たち〜」 2011年6月8日
6. Instrument Album 「メロディーズ・フロム・マイ・ソングス/関口由紀」 2011年11月2日
7. 4th Album 「衝動〜魔物が暴れ出す時〜」 2012年7月11日
8. Mini Album 「私の愛するふるさとは〜うたうたの唄3〜」 2013年2月6日
9. 5th Album 「心絵～人が空を見上げる時～」2013年11月6日
10. 6th Album 「境界線クライシス」2016年11月9日
11. Mini Album 「浪漫travelogue ～うたうたの唄5～」2017年7月26日
12. 7th Album 「コノハナサクヤ」2018年2月21日
13. 8th Album 「Last Goodnight」2019年1月23日

## ラジオ
（放送中）
1. Radio Berry 『せきぐちゆきの苺通り十文字』 月曜日 20:30 - 21:00

（過去の番組）
1. NACK5 「The Nutty Radio Show 鬼玉」 水曜日アーティストコーナー 『関口由紀のズタボロ☆パンチ』 21:40 - 21:55（2006年3月終了）
2. fm osaka 『関口由紀の愛情バンク』 日曜日 24:30 - 25:00（2006年3月終了）
3. NACK5 「The Nutty Radio Show 鬼玉」 水曜日アーティストコーナー 『せきぐちゆきの「あ」なキモチ』 21:40 - 21:55（2010年4月〜2010年9月）
4. NACK5 「The Nutty Radio Show おに魂」 木曜日アーティストコーナー 『せきぐちゆき〜今そちらに向かっています〜』 21:45 - 22:00